# Doorslaande tong
Een doorslaande tong of vrij riet is een begrip dat gebruikt wordt bij het beschrijven van een aantal muziekinstrumenten zoals het accordeon. De term wordt gebruikt als tegenstelling tot een opslaande tong.
Een doorslaande tong is een strip van metaal, die in een precies passend frame vastgeklonken wordt. Als er lucht tegen de strip wordt geblazen, buigt hij door en kan de lucht even door de ontstane opening ontsnappen. Door de veerkracht van het metaal springt de strip terug en onderbreekt daardoor de luchtstroom. Dit plotselinge onderbreken van de luchtstroom zorgt voor een trilling in de omringende lucht en veroorzaakt zo een geluidsgolf.

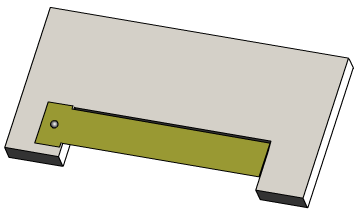
1. Zonder lucht trilt het tongetje niet
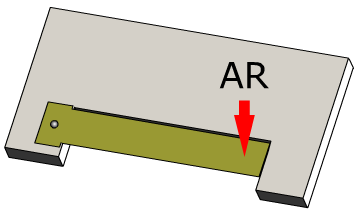
2. Lucht duwt het tongetje naar binnen.
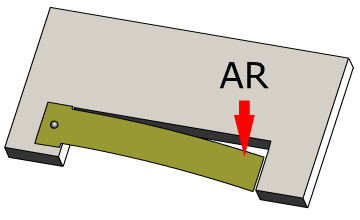
3. Lucht kan naar binnen
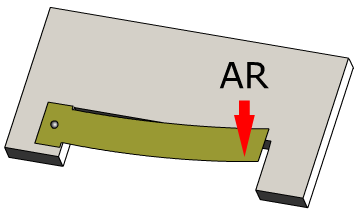
4. De veerkracht doet het tongetje naar buiten slaan, en de cyclus herhaalt zich

De toonhoogte hangt af van de massa en de veerkracht van de tong. De tong kan gestemd worden door op de juiste plaats een beetje metaal weg te vijlen:
- bij de klinknagel: de tong wordt dunner en minder stijf, en trilt daardoor langzamer en klinkt lager.
- Aan het losse uiteinde: de tong wordt vooral minder zwaar en trilt daardoor sneller, en klinkt dus hoger.

Tongen werden vroeger van brons of messing gemaakt; tegenwoordig meestal van staal.
Het oudste instrument met doorslaande tongen was het Chinese mondorgel sheng. Hedendaagse muziekinstrumenten waarin het geluid door doorslaande tongen wordt opgewekt zijn de mondharmonica, de melodica, de diverse balginstrumenten (bijvoorbeeld het accordeon) en het harmonium.